# Eublemma parallela
Eublemma parallela är en fjärilsart som först beskrevs av Christian Friedrich Freyer 1842.  Eublemma parallela ingår i släktet Eublemma, och familjen nattflyn. Arten har ej påträffats i Sverige.